# Allopsalliota
Allopsalliota — рід грибів родини Agaricaceae. Назва вперше опублікована 1999 року.

## Класифікація
До роду Allopsalliota відносять 1 вид:
- Allopsalliota geesterani